# Liste der Aussichtstürme im Kanton Tessin
Die folgende Liste von Aussichtstürmen enthält Bauwerke des Kantons Tessin, welche über für den Publikumsverkehr zugängliche Aussichtsmöglichkeiten verfügen. 
| Bild                              | Name des Turms      | Gemeinde   | Baujahr | Gesamthöhe | Plattformhöhe | Bauwerkstyp | ZoomViewer Panoramabild |
| --------------------------------- | ------------------- | ---------- | ------- | ---------- | ------------- | ----------- | ----------------------- |
| Aussichtsplattform Cardada        | Cardada             | Locarno    | 1999    |            |               | Stahl       |                         |
| Kirchturm San Gottardo            | San Gottardo        | Centovalli | 1772    | 65 m       | 38 m          | Naturstein  |                         |
| Aussichtsturm Monte San Salvatore | Monte San Salvatore | Lugano     | 1974    | 12 m       | 12 m          | Gemauert    |                         |
| Torre Bianca                      | Torre Bianca        | Bellinzona | 1485    | 27 m       | 24 m          | Gemauert    |                         |

Siehe auch: Liste von Aussichtstürmen in der Schweiz